# Sonnenheiligtum des Sahure
Das Sonnenheiligtum des Sahure ist ein bisher unentdecktes altägyptisches Tempel-Bauwerk aus der Zeit der 5. Dynastie, welches unter dem König (Pharao) Sahure erbaut wurde, der etwa von 2490 bis 2475 v. Chr. regierte. Das Bauwerk blieb offenbar unvollendet und befand sich möglicherweise in der Umgebung der Niuserre-Pyramide in Abusir.

## Schriftliche Erwähnungen
Den Angaben des Palermosteins lässt sich entnehmen, dass Sahure sein Sonnenheiligtum bereits zu Beginn seiner Amtszeit errichten und mit Opfergaben versorgen ließ. Ansonsten ist das Bauwerk nur in den Gräbern von fünf Priestern erwähnt. In zeitgenössischen Verwaltungstexten, etwa den Abusir-Papyri oder Siegelabdrücken fehlt jegliche Erwähnung, woraus geschlossen werden kann, dass das Heiligtum unvollendet blieb.

## Archäologische Funde

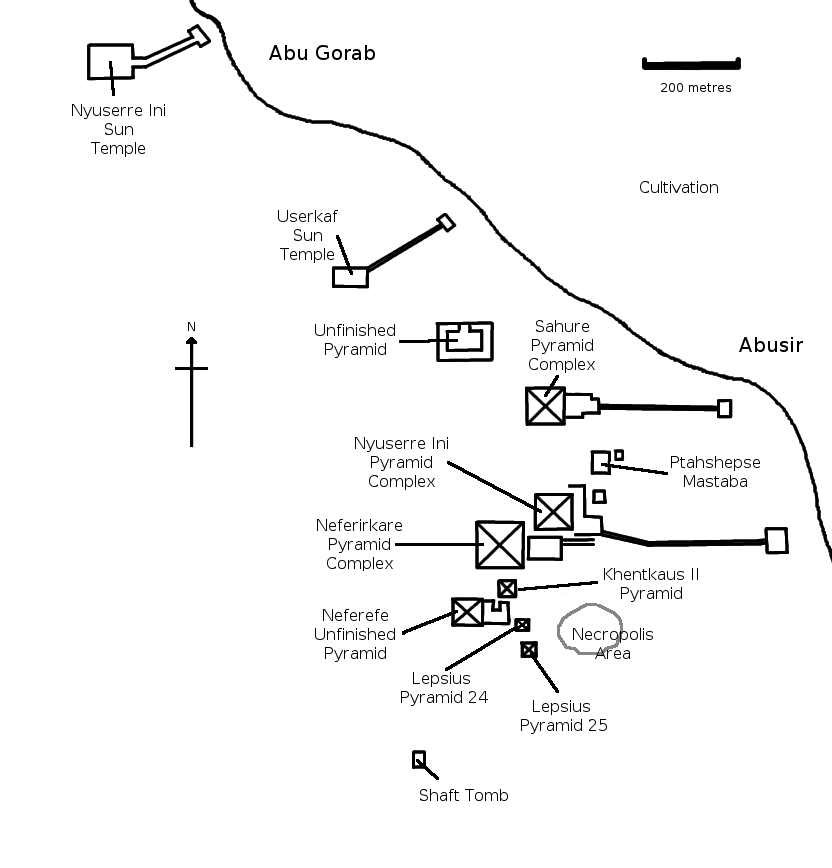
Die Nekropole von Abusir

Bereits Ludwig Borchardt fand zu Beginn des 20. Jahrhunderts bei seinen Ausgrabungen des Niuserre-Pyramidenkomplexes Blöcke, welche den Namen des Sahure-Heiligtums trugen und im südlichen Teil der Umfassungsmauer verbaut waren. Dieser Fund brachte Werner Kaiser zu der Vermutung, dass sich Sahures Sonnenheiligtum an der Stelle befunden hatte, an der später Niuserre seine Pyramide errichten ließ. Einen weiteren Fund machten 1974 tschechoslowakische Archäologen nordöstlich der Pyramide. Dort entdeckten sie zwischen einer als „nördlicher Eckbau“ bezeichneten Struktur und der Mastaba des Priesters Ptahschepses zahlreiche Bruchstücke eines Obelisken aus rotem Granit, der ursprünglich mit Kupfer beschichtet und vielleicht auch vergoldet war. Borchardt fand neben dem nördlichen Eckbau außerdem eine steinerne Plattform, die als Podest für den Obelisken gedient haben könnte. Obelisken waren typische Bestandteile von Sonnenheiligtümern, für einen Pyramidentempel der 5. Dynastie hingegen äußerst ungewöhnlich.